# 冯修吉
冯修吉（1910年6月—1997年10月21日），男，壮族，广西天等人，中华人民共和国水泥化学家、政治人物，曾任湖北省政协副主席，第六届全国政协委员。